# プラヤ
プラヤ(Praya)は、インドネシア西ヌサ・トゥンガラ州ロンボク島中部ロンボク県の県都。

## 概要
ロンボク島のほぼ中央に位置する。また、南北に長い中部ロンボク県の中でもほぼ中央に位置する。郊外にはロンボク国際空港(通称:プラヤ国際空港)がある。

## アクセス

### 交通機関
- バス
- ベモ
- タクシー

### 所要時間
北部
- マタラムから - 約1時間
- スンギギから - 約1時間15分
- バンサル港から - 約1時間40分

南部
- ロンボク国際空港から - 約30分
- クタから - 約50分